# Эннакин, Кен
Кен Э́ннакин (англ. Ken Annakin; 10 августа 1914, Беверли, Йоркшир и Хамбер — 22 апреля 2009, Беверли-Хиллз, Калифорния, США) — английский кинорежиссёр, также иногда пробовал себя в роли сценариста, продюсера и актёра. Офицер ордена Британской империи. Военный авиамеханик Второй мировой войны.

## Биография
Кеннет Купер Эннакин родился 10 августа 1914 года в Беверли, Великобритания. Из-за крайне неприязненных отношений с родителями (он даже отказывался назвать их имена своим дочерям), не окончив среднее образование в школе Beverley Grammar School, он отправился в путешествия в Австралию, Новую Зеландию и США. Вернувшись на родину, Кен работал страховым агентом, продавал подержанные автомобили, после устроился на службу в ВВС механиком. В 1942 году был ранен под Ливерпулем и был демобилизован, стал работать кинооператором документальных фильмов, снимаемых по заказу Министерств информации и обороны. В том же году, работая в фильме «Мы служим» (англ. We Serve), обратил на себя внимание режиссёра этой ленты Кэрола Рида, который предложил Кену стать своим ассистентом. В том же 1942 году Кен впервые стал режиссёром собственной ленты: «Лондон 1942» (англ. London 1942), рассказывающей о жизни лондонцев под бомбёжками. До 1946 года Эннакин снимал исключительно агитационно-образовательные фильмы, последним в этом ряду стал «Английское уголовное правосудие» (англ. English Criminal Justice).
В 1979 году переехал на постоянное место жительства в США и поселился в Лос-Анджелесе, но несмотря на это в 2002 году стал офицером Ордена Британской империи. Скончался в Беверли-Хиллз 22 апреля 2009 года на 95-м году жизни от заболевания сердца. Кен Эннакин умер в один день с Джеком Кардиффом, кинооператором, который работал у него на съёмках фильма «Пятый мушкетёр» (1979).
Кен Эннакин всегда подозревал, что Джордж Лукас дал имя своему персонажу, Энакину Скайуокеру (Дарт Вейдер), использовав слегка видоизменённую его фамилию, не поставив самого́ Кена в известность. Сам Лукас категорически опроверг это на следующий же день после смерти Кена.

### Личная жизнь
Кен Эннакин был женат дважды.
Бланка (до 1959 года) — развод. Дочь Джейн (ум. 1998, рак).
Полин (1959—2009). Дочь Дебора.

## Награды и номинации[5]
- 1957 — Кинофестиваль в Карловых Варах — «Хрустальный глобус» за фильм «Трое в лодке, не считая собаки» — номинация
- 1963 — Награда Гильдии режиссёров Америки «за выдающиеся достижения в режиссуре» за фильм «Самый длинный день» — номинация
- 1966 — Оскар в номинации «Лучший оригинальный сценарий» за фильм «Воздушные приключения» — номинация
- 1983 — «Золотая малина» в номинации «Худший режиссёр» за фильм «Пиратский фильм» — победа

## Избранная фильмография

### Режиссёр
- 1947 — Лагерь выходного дня / Holiday Camp
- 1948 — Миранда / Miranda
- 1948 — Испорченное путешествие / англ. Broken Journey
- 1948 — Квартет / Quartet (новелла «Жена полковника»)
- 1948 — Хьюгетты / англ. Here Come the Huggetts
- 1949 — Голосуй за Хьюгеттов! / англ. Vote for Huggett
- 1949 — Хьюгетты за рубежом / англ. The Huggetts Abroad
- 1949 — Вздыбленная земля / Landfall
- 1950 — Двойное признание / Double Confession
- 1950 — Трио / Trio (новеллы «Жезлоносец» и «Мистер Всезнайка»)
- 1951 — Отель «Сахара» / англ. Hotel Sahara
- 1952 — История Робина Гуда и его весёлой компании / англ. The Story of Robin Hood and His Merrie Men
- 1952 — Жена плантатора / англ. The Planter's Wife
- 1953 — Меч и роза / англ. The Sword and the Rose
- 1954 — Вот такие моряки! / You Know What Sailors Are
- 1954 — Искатели / The Seekers
- 1955 — Цена денег / англ. Value for Money
- 1955, 1956, 1963 — / англ. Walt Disney anthology television series (6 эпизодов)
- 1956 — Проигравший получает всё / Loser Takes All
- 1956 — Трое в лодке, не считая собаки / Three Men in a Boat
- 1957 — Через мост / Across the Bridge
- 1958 — Под небом Африки[англ.] / Nor the Moon by Night
- 1959 — Третий человек на горе / англ. Third Man on the Mountain
- 1960 — Швейцарская семья Робинзонов / Swiss Family Robinson
- 1961 — Очень важная персона / Very Important Person
- 1962 — Безымянные воришки / англ. Crooks Anonymous
- 1962 — Самый длинный день / The Longest Day
- 1962 — Быстрая леди / англ. The Fast Lady
- 1963 — Информаторы / The Informers
- 1965 — Воздушные приключения / Those Magnificent Men in their Flying Machines
- 1965 — Битва в Арденнах / Battle of the Bulge
- 1967 — Долгая дуэль / англ. The Long Duel
- 1968 — Самый крупный куш / The Biggest Bundle of Them All
- 1969 — Бросок в Монте-Карло / англ. Monte Carlo or Bust
- 1972 — Зов предков / The Call of the Wild
- 1975 — Бумажный тигр / Paper Tiger
- 1979 — Пятый мушкетёр / англ. The Fifth Musketeer
- 1982 — Пиратский фильм / англ. The Pirate Movie
- 1988 — Новые приключения Пеппи Длинныйчулок / The New Adventures of Pippi Longstocking
- 1992 — Чингисхан / Genghis Khan (лента не окончена)

### Сценарист
- 1959 — Миссия в Марокко / Mission in Morocco
- 1965 — Воздушные приключения / Those Magnificent Men in their Flying Machines
- 1969 — Бросок в Монте-Карло / англ. Monte Carlo or Bust
- 1988 — Новые приключения Пеппи Длинныйчулок / The New Adventures of Pippi Longstocking

### Продюсер
- 1967 — Долгая дуэль / англ. The Long Duel
- 1969 — Бросок в Монте-Карло / англ. Monte Carlo or Bust
- 1988 — Новые приключения Пеппи Длинныйчулок / The New Adventures of Pippi Longstocking

### Актёр
- 1941 — Радио свободы / англ. Freedom Radio — диктор на радио (только голос, в титрах не указан)
- 2001 — / Rent-a-Person — рассказчик (к/м, только голос)

### Некрологи
- Некролог на сайте Los Angeles Times
- Некролог на сайте The Guardian
- Некролог на сайте The Independent
- Некролог на сайте The Daily Telegraph